# Ispettore
Il titolo di ispettore è attribuito a funzionari con compiti variabili, per lo più volti ad assicurare il rispetto di doveri derivanti da norme. L'ufficio al quale sono addetti è detto ispettorato.

## Pubblica amministrazione
In genere nella pubblica amministrazione gli ispettori hanno il compito di vigilare sull'attività di uffici o enti pubblici oppure su determinate attività svolte da privati, come gli ispettori che vigilano sul rispetto dei doveri dei datori di lavoro (si pensi agli ispettori del lavoro italiani), degli obblighi fiscali o delle prescrizioni in materia di igiene e sanità pubblica. Anche alcune organizzazioni private, come le banche, hanno ispettori che vigilano sull'operato dei propri uffici.
L'ispettore ha generalmente il potere di rilevare le violazioni e segnalarle, con un rapporto scritto, agli organi competenti per l'applicazione delle sanzioni o per le opportune misure correttive; a volte può irrogare direttamente sanzioni o raccomandare le azioni correttive da intraprendere.

## Forze di polizia
Il titolo di ispettore è utilizzato in molti ordinamenti per designare funzionari di polizia. Per lo più viene attribuito a funzionari che ricoprono gradi assimilabili a quelli degli ufficiali inferiori delle forze armate, come in Gran Bretagna, altri paesi anglosassoni e, in passato, Francia, oppure a quelli dei sottufficiali, come in Italia, dove esiste il ruolo degli ispettori nella Polizia di Stato, nella Polizia Penitenziaria, nei Vigili del Fuoco, nel Corpo Forestale dello Stato, nonché nei due corpi militari di polizia, Guardia di Finanza e Carabinieri. 
Negli Stati Uniti il rango degli ispettori varia secondo i corpi di polizia: in quello di New York, per esempio, è paragonabile a un ufficiale superiore, mentre in altri può corrispondere a un sottufficiale.
Nell'Arma dei carabinieri fanno parte del ruolo ispettori, equiparato al ruolo marescialli delle altre forze armate italiane coloro che rivestono i gradi di maresciallo, maresciallo ordinario, maresciallo capo, maresciallo maggiore luogotenente e luogotenente carica speciale. Il grado di maresciallo maggiore ha sostituito nel 2017 il grado di maresciallo aiutante sostituto ufficiale di pubblica sicurezza.
Nella Guardia di Finanza, fanno parte del ruolo ispettori, equiparato al ruolo marescialli delle forze armate italiane i gradi di maresciallo, maresciallo ordinario, maresciallo capo, maresciallo aiutante, luogotenente e luogotenente cariche speciali. Il grado di maresciallo aiutante dopo la riforma dei gradi del 2017 è rimasto invariato ed è equiparabile al sostituto ufficiale di pubblica sicurezza della Polizia di Stato.
Nella Polizia di Stato quella dell’Ispettore è gerarchicamente la seconda qualifica del ruolo degli ispettori, sovraordinata a quella del Vice Ispettore e subordinata a quella di Ispettore Capo, la promozione si consegue a ruolo aperto con uno scrutinio per merito assoluto a cui sono ammessi i Vice Ispettori con almeno 2 anni di permanenza nella qualifica.
Il distintivo di qualifica in uso dal 2019 è costituito da due pentagoni ed un’aquila dorati.

## Ispettore di produzione
L'ispettore di produzione è una figura tipica delle produzioni cinematografiche e televisive; noto nei titoli di testa delle pellicole anglofone anche come unit manager, production supervisor, floor manager o assistant production manager, è il collaboratore del direttore di produzione. Ha incarichi sugli aspetti organizzativi e logistici della lavorazione del film come sopralluoghi e permessi per le riprese, trasporti, convocazione della troupe e degli attori, stesura degli orari giornalieri, fornitura dei pasti e altro ancora.

## Forze Armate
In alcune forze armate il grado di ispettore è il più alto della gerarchia militare. In Germania i comandanti superiori delle singole branche delle forze armate tedesche hanno la qualifica di ispettore e sono subordinati all'Ispettore generale della Bundeswehr (tedesco: Generalinspekteur der Bundeswehr) che è la massima autorità militare della Repubblica Federale Tedesca delle forze armate tedesche. Dipendono e sono subordinati all'Ispettore generale della Bundeswehr: l'Ispettore generale dell'Esercito (tedesco: Inspekteur des Heeres), della Marina (tedesco: Inspekteur des Marine), dell'aviazione (Inspekteur des Luftwaffe)  e i comandanti dei servizi di supporto combinati e del servizio medico congiunto  Generalinspekteur der Bundeswehr Inspekteur a capo delle forze armate
Nella Regia Marina Italiana ispettore ed ispettore generale sono stati gradi dei corpi tecnici e logistici, sostituiti a partire dal 1904 rispettivamente dai gradi di maggiore generale e Tenente generale. I gradi di ispettore e ispettore generale erano equivalenti, tra gli ufficiali di vascello, rispettivamente a contrammiraglio e viceammiraglio.
| Gradi degli ufficiali generali dei corpi tecnici e logistici fino al 1923 | Gradi degli ufficiali generali dei corpi tecnici e logistici fino al 1923 | Gradi degli ufficiali generali dei corpi tecnici e logistici fino al 1923 | Gradi degli ufficiali generali dei corpi tecnici e logistici fino al 1923 | Gradi degli ufficiali generali dei corpi tecnici e logistici fino al 1923 | Gradi degli ufficiali generali dei corpi tecnici e logistici fino al 1923 |
| Ufficiali del Corpo del Genio Navale                                      | Ufficiali macchinisti                                                     | Ufficiali specialisti per le armi navali (dal 1918 al 1919)               | Ufficiali del Corpo Sanitario                                             | Ufficiali del Corpo del Commissariato                                     | Distintivo (sottopannatura rossa a titolo esemplificativo)                |
| ------------------------------------------------------------------------- | ------------------------------------------------------------------------- | ------------------------------------------------------------------------- | ------------------------------------------------------------------------- | ------------------------------------------------------------------------- | ------------------------------------------------------------------------- |
| ispettore generale delle costruzioni navali (dal 1878 al 1904)            | tenente generale macchinista (dal 1913 al 1923)                           | tenente generale (dal 1918 al 1919)                                       | medico ispettore generale (dal 1875 al 1904)                              | ispettore generale (dal 1875 al 1904)                                     |                                                                           |
| tenente generale delle costruzioni navali (dal 1904 al 1923)              | tenente generale macchinista (dal 1913 al 1923)                           | tenente generale (dal 1918 al 1919)                                       | tenente generale medico (dal 1904 al 1923)                                | tenente generale commissario (dal 1904 al 1923)                           |                                                                           |
| ispettore delle costruzioni navali (dal 1861 al 1904)                     | macchinista ispettore (dal 1897 al 1904)                                  | maggiore generale (dal 1918 al 1919)                                      | medico ispettore (dal 1875 al 1904)                                       | ispettore (dal 1887 al 1904)                                              |                                                                           |
| maggiore generale (dal 1904 al 1923)                                      | maggiore generale macchinista (dal 1904 al 1923)                          | maggiore generale (dal 1918 al 1919)                                      | maggiore generale medico (dal 1904 al 1923)                               | maggiore generale commissario (dal 1904 al 1923)                          |                                                                           |